# Стрелок (фильм, 1950)
«Стрелок» (англ. The Gunfighter) — американский кинофильм, номинировался на «Оскар» в 1951 году (Лучший литературный первоисточник).

## Сюжет
«Самого быстрого стрелка на Диком Западе», Джимми Ринго, постоянно вызывают на бой другие ковбои. Он побеждает всех в честном бою, хотя его печалит необходимость убивать взыскующих славы. Так продолжается, пока один из недругов не убивает его выстрелом в спину. Преступнику удается избежать виселицы, но на него переходит слава самого лучшего стрелка, убившего самого Джимми Ринго.

## В ролях
- Грегори Пек — Джимми Ринго
- Хелен Уэсткотт — Пэгги Уолш
- Миллард Митчелл — маршал Марк Стретт
- Джин Паркер — Молли
- Карл Молден — Мэк
- Ричард Джекел — Эдди
- Скип Хомейер — Хант Бромли
- Эллен Корби — миссис Девлин

В титрах не указаны
- Гарри Харви — Айк
- Гарри Шэннон — Чак
- Хейни Конклин — горожанин на похоронах